# Havterne
Havternen (Sterna paradisaea) er en fugl, der er udbredt cirkumpolart på den nordlige halvkugle, fra Grønland i nord til Danmark og Nordtyskland i syd. Arten er kendt for sit lange træk fra ynglepladsen i nord til vinterkvarteret, der ligger på den sydlige halvkugle, ofte så langt væk som Antarktis. I Danmark er havternen en almindelig ynglefugl.  Ynglebestanden er vurderet som sårbar på den danske rødliste.

## Udseende
Havternen er cirka 38 centimeter. Den minder meget om fjordternen i både levevis og udseende. Fjordternen har dog sort næbspids og er mindre end havternen.

## Adfærd
Havternen er den fugl, som trækker længst, den yngler nemlig tit i de arktiske egne, men om vinteren holder den til i antarktiske egne. Den er også det dyr der har den længste migration. Turen fra overvintringsplads til redeplads og retur er længere end tidligere antaget, da den flyver langs en snoet rute. Nylige studier viser at turen for de terner der har redeplads i Grønland og Island, gennemsnitlig er på ca. 70.900 km, mens den er på ca. 48.700 km i snit for terner der ruger i Holland. Den lever af småfisk, som den dykker efter. Når ternen fisker står den helt stille over vandet og udser sig et mål. På grund af dens flyvefærdighed bliver den kaldt "havets svale".

## Alder
Europas ældste havterne døde den 8. maj 2002 – den opnåede den høje alder af 31 år. Den blev fundet død næsten samme sted, som den blev udklækket på Hjelm Ø i farvandet mellem Lolland og Falster.[kilde mangler]